# Pascual Marquina Narro
Pour les articles homonymes, voir Marquina (homonymie).
Pascual Marquina Narro, né le 16 mai 1873 à Calatayud (province de Saragosse) et mort le 13 juin 1948 à Madrid, est un compositeur et chef d'orchestre espagnol. Il est surtout connu comme étant l'auteur du célèbre paso doble España Cañi (« l'Espagne gitane », également connu sous le nom de « Danse gitane espagnole »).

## Biographie
Pascual Marquina Narro naît dans une famille de musiciens. Son père, Santiago Marquina Redrado, est chef d'orchestre dans différents formations, entre autres la Banda Musical de la Unión Bilbilitana, la Banda de Música de Tobé et la Banda de Música de Torrella. Il reçoit les premières leçons de musique de son père et devient, à l'âge de 7 ans, membre du chœur des enfants de la collégiale du Saint-Sépulcre de Calatayud, qui se trouve alors sous la direction de Ildefonso Pardos. À l'âge de 9 ans, il joue de la flûte à bec[réf. nécessaire] dans le Musical de la Unión Bilbilitana. À 15 ans, il écrit sa première composition, une œuvre pour ténor et orgues, intitulée Osarum. Il devient chef d'orchestre de la Banda de Música de Daroca à l'âge de 17 ans. Deux ans plus tard, il est incorporé à l'armée et devient membre de l'orchestre du régiment Luchana, à Barcelone.